# Бадам (Каратобинский сельский округ)
Бадам (каз. Бадам) — упразднённое село в Сайрамском районе Туркестанской области Казахстана. В 2014 году включено в состав города Шымкент и исключено из учетных данных. Входило в состав Каратобинского сельского округа. Код КАТО — 515259200.

## Население
В 1999 году население села составляло 2643 человека (1297 мужчин и 1346 женщин). По данным переписи 2009 года, в селе проживало 3387 человек (1673 мужчины и 1714 женщин).